# Arthur Compton
Arthur Holly Compton (ur. 10 września 1892 w Wooster, Ohio, zm. 15 marca 1962 w Berkeley, Kalifornia) – amerykański fizyk, laureat Nagrody Nobla w dziedzinie fizyki.

## Życiorys
Urodził się w rodzinie z bardzo silnymi tradycjami akademickimi. Po ukończeniu studiów, około 1918 roku, rozpoczął eksperymenty z promieniowaniem rentgenowskim, które doprowadziły do odkrycia zjawiska nagrodzonego Nagrodą Nobla w roku 1927. Zostało ono nazwane jego nazwiskiem – zjawisko Comptona, efekt Comptona.
W roku 1941 A.H. Compton pomagał w pracach nad uzyskaniem wystarczających ilości uranu, potrzebnej do budowy bomby atomowej.
W czasie II wojny światowej był szefem Laboratorium Metalurgicznego w Uniwersytecie Chicagowskim. Wiele z osiągnięć kierowanej przez niego grupy naukowców wykorzystał Enrico Fermi do uruchomienia w roku 1942 pierwszego reaktora jądrowego.
Za udział w projekcie Manhattan został odznaczony Medalem za Zasługi. W 1954 otrzymał Pour le Mérite za Naukę i Sztukę.